# Sintar, Timiș
Sintar (1924: Sântari, germană Buchberg, maghiară Bükkhegy) este un sat în comuna Bogda din județul Timiș, Banat, România.

## Localizare
Sintar se află în nordul județului Timiș, în Dealurile Lipovei, la doi kilometri de reședința de comună, Bogda, pe drumul județean DJ691A Mașloc - Topolovățu Mare.

## Istorie
Sintar a fost menționat pentru prima dată între 1455-1492 într-un document ca Zenthi (Szenti), fiind proprietatea familiei Zenthi. A purtat denumirile de: Bykes în 1471, Buchberg în 1770, Szintár în 1888 și Bükkhegy în 1910. În timpul ocupației otomane, așezarea a fost devastată și distrusă, în zonă așezându-se sârbi, care au schimbat numele satului în Sintár sau Szintár. Românii s-au mutat aici în 1769, provenind din comitatele Aradului și Hunedoarei. Localitatea a apărut pe harta Mercy din 1723.
Localitatea, sub numele de Buchberg a fost fondată în 1770-1771 de Karl-Samuel Neumann Edler von Buchholt, funcționar la oficiul sării din Lipova, prin colonizarea a 32 de familii germane din Baden-Württemberg, Bavaria și Pfalz. Numele locului derivă de la Eduard von Buchberg, secretarul contelui Clary und Altringen. Denumirea maghiară Bükkhegy este traducerea germanului Buchberg (în maghiară: Bükk = fag, Hegy = deal).
În 1782, în noua așezare au fost construite 42 de case.
În același timp, Neumann a amenajat și satele Altringen, numit după contele von Clary und Altringen, și Charlottenburg, numită după soția sa, care aparțineau tot de comuna Bogda.
Ferenc Szabó Kishindi l-a cumpărat de la trezorerie în timpul licitației moșiilor din Ungaria de Sud, următorul proprietar fiind Antal Szabó, până în 1835, când este cumpărat de Antal Dessewffy, vicecomesul comitatului Timiș, care l-a donat, în 1848, către fiul său, Béla.
Episcopul Sándor Dessewffy de Csanád, fratele lui Béla, și-a petrecut aici copilăria.
Proprietățile familiei Dessewffy s-au divizat, treptat, în mai multe părți în decursul timpului.
În 1896, printre alții, proprietarii săi erau György Szabó, Mihály Niamesny, frații Weber și Lujza Mihelits.
Ultimul proprietar al localității a fost Lajos von Szabo, care a fost expropriat după reforma agrară din 1921. Pământurile sale au fost parcelate și vândute țăranilor din localitate.
La 4 iunie 1920, ca urmare a Tratatului de la Trianon, Banatul a fost împărțit în trei. Cea mai mare parte, estică, care cuprindea și Bükkhegy, a revenit Regatului României. Sintar a devenit numele oficial al localității, de atunci.
Numele românesc Sintar provine de la denumirea medievală de Szenti sau Zenthi.
Sintar era înconjurat de suprafețe mari de pădure și avea o casă a pădurarului. Aceste păduri erau recunoscute pentru bogăția lor în vânat, ceea ce făcea ca zona să fie des folosită pentru organizarea vânătorilor mari, la care participau atât vânători din zonă, cât și din Timișoara.